# 奇普雷萨
奇普雷萨（義大利語：Cipressa），是意大利因佩里亚省的一个市镇。总面积9.53平方公里，人口1370人，人口密度143.8人/平方公里（2009年）。ISTAT代码为008021。